# アーノルド・ブルナー

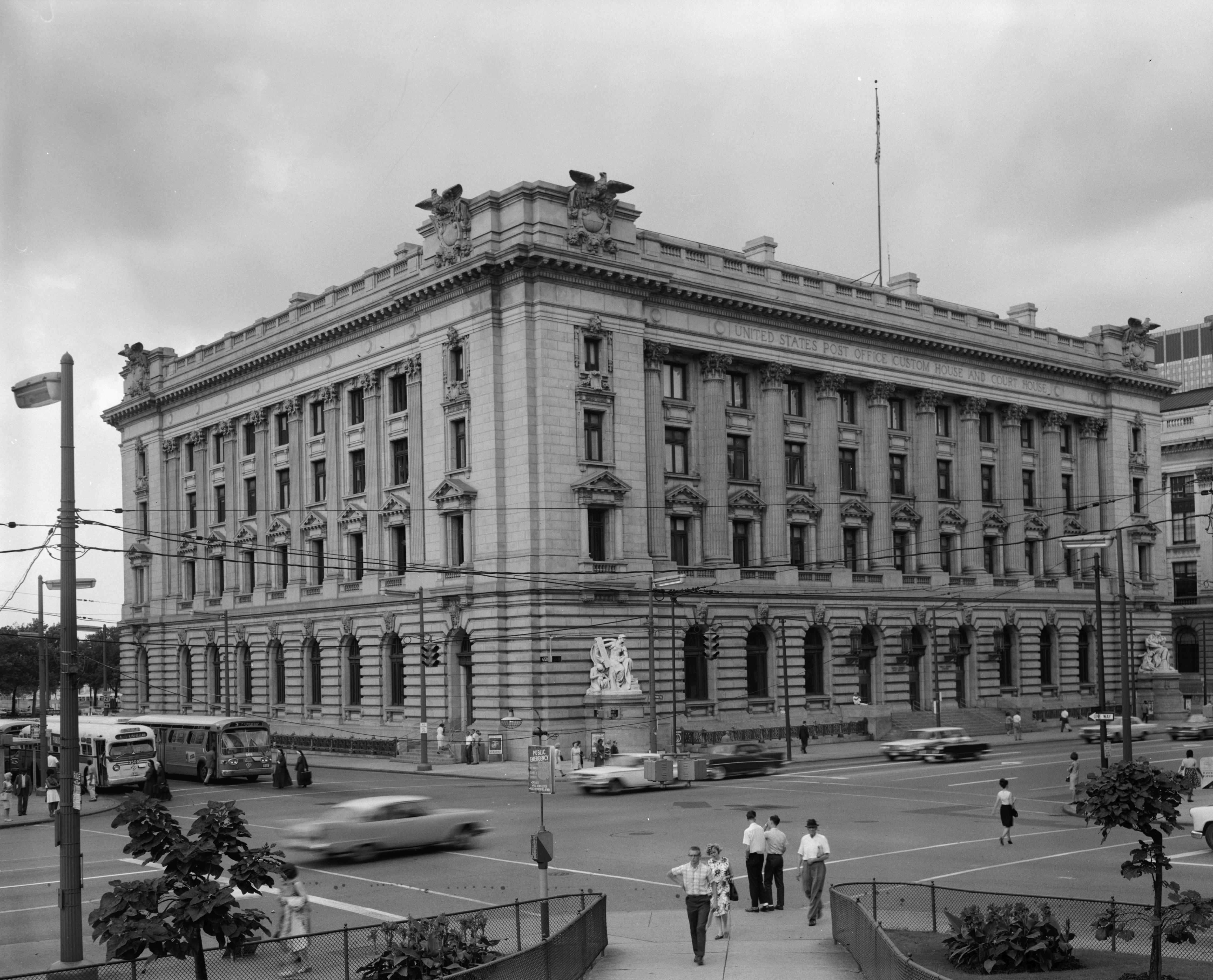
クリーブランドの連邦ビル（1910年）

アーノルド・ブルナー（Arnold William Brunner、1857年9月25日 - 1925年2月14日）はアメリカ芸術文化アカデミーアーノルド・ブルナー記念建築賞で知られる建築家、都市計画家。表記のゆれでアーノルド・ブルンナーとも。

## 業績
建築家としての他に都市計画家として知られており、都市計画への貢献をなしたオハイオ州クリーブランドでは1903年に当時実現が稀だった都市美計画を手がけ、州の他の作品でもモニュメンタルな橋を含めグランヴィルやトレドとデニソン大学などに軌跡を残す。
他にニューヨーク州ロチェスターやオールバニ、メリーランド州ボルチモア、コロラド州デンバー、ニュージャージー州トレントンなどの都市がある。またジョン・キャレールとミシガン州グランドラピッズ（LGからの依頼、1909年）なども手がけている。